# Psychomyia subhasrii
Psychomyia subhasrii är en nattsländeart som beskrevs av Malicky och Chantaramongkol in Malicky 1995. Psychomyia subhasrii ingår i släktet Psychomyia och familjen tunnelnattsländor. Inga underarter finns listade i Catalogue of Life.